# Kitab al-Umm
（阿拉伯语：‎，羅馬化：Kitab al-Umm），是一部由穆罕默德·本·伊德里斯·沙斐仪編纂的伊斯蘭法學書籍。